# Baa

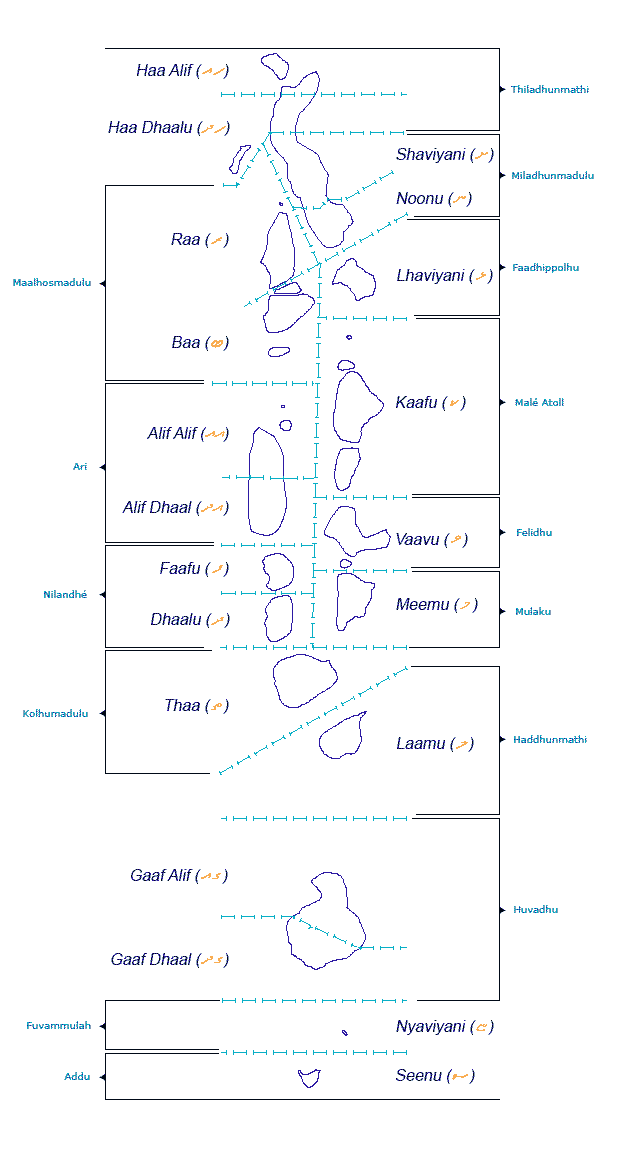
Podział administracyjny Malediwów

Baa – atol administracyjny, jedna z 21 jednostek administracyjnych Malediwów. Oficjalna nazwa to: Maalhosmadulu Dhekunuburi.

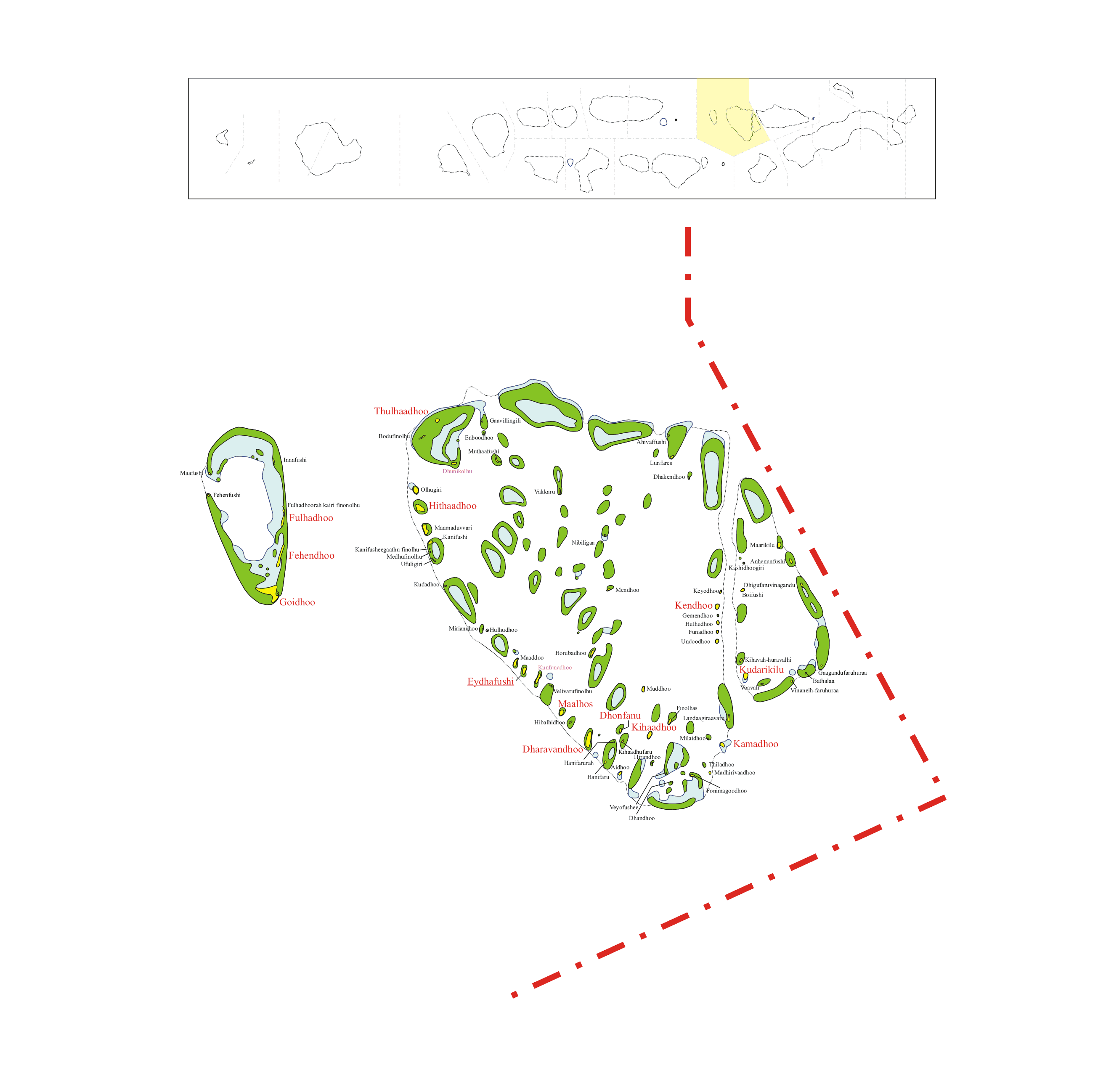
Baa

Obejmuje swym terytorium atole Maalhosmadulu Dhekunuburi, Goidhoo, a jego stolicą jest Eydhafushi. W 2006 zamieszkiwało tutaj 9578 osób.